# Quatorzième circonscription du Pas-de-Calais
La quatorzième circonscription du Pas-de-Calais est une ancienne circonscription qui était en place jusqu'en 2012.
Elle était l'une des quatorze circonscriptions législatives françaises que compte le département du Pas-de-Calais (62) situé en région Nord-Pas-de-Calais. 

## Description géographique et démographique

### De 1958 à 1986
Le département avait quatorze circonscriptions.
La quatorzième circonscription du Pas-de-Calais était composée de :
- canton de Carvin

Source : Journal Officiel du 14-15 Octobre 1958.

### De 1988 à 2012
La quatorzième circonscription du Pas-de-Calais est délimitée par le découpage électoral de la loi no 86-1197 du 24 novembre 1986
, elle regroupe les divisions administratives suivantes : 
- Canton de Courrières
- Canton d'Hénin-Beaumont
- Canton de Leforest
- Canton de Rouvroy.

D'après le recensement général de la population en 1999, réalisé par l'Institut national de la statistique et des études économiques (INSEE), la population de cette circonscription est estimée à 105 302 habitants,.

## Historique des députations
| Législature | Début de mandat | Fin de mandat  | Député         | Parti politique | Observations                                                                          |
| ----------- | --------------- | -------------- | -------------- | --------------- | ------------------------------------------------------------------------------------- |
| IXe         | 23 juin 1988    | 1er avril 1993 | Albert Facon   | PS              |                                                                                       |
| Xe          | 2 avril 1993    | 21 avril 1997  | Jean Urbaniak, | UPF-DVD,        | Mandat écourté à la suite d'une dissolution parlementaire décidée par Jacques Chirac. |
| XIe         | 12 juin 1997    | 18 juin 2002   | Albert Facon,  | PS,             |                                                                                       |
| XIIe        | 19 juin 2002    | 19 juin 2007   | Albert Facon,  | PS,             |                                                                                       |
| XIIIe       | 20 juin 2007    | 19 juin 2012   | Albert Facon   | PS              |                                                                                       |

## Historique des élections

### Élections de 1958
| Candidat       | Candidat                | Parti          | Premier tour | Premier tour | Second tour | Second tour |  |
| Candidat       | Candidat                | Parti          | Voix         | %            | Voix        | %           |  |
| -------------- | ----------------------- | -------------- | ------------ | ------------ | ----------- | ----------- |  |
|                | Fernand Darchicourt élu | SFIO           | 16 272       | 38,89        | 19 810      | 48,25       |  |
|                | Joseph Legrand          | PCF            | 13 590       | 32,48        | 14 006      | 34,12       |  |
|                | Jules Carpentier        | MRP            | 6 194        | 14,8         | 7 237       | 17,63       |  |
|                | Jules Cornette          | UNR            | 5 790        | 13,84        | Retrait     | Retrait     |  |
|                |                         |                |              |              |             |             |  |
| Inscrits       | Inscrits                | Inscrits       | 51 063       | 100,00       | 51 064      | 100,00      |  |
| Abstentions    | Abstentions             | Abstentions    | 8 364        | 16,38        | 9 162       | 17,94       |  |
| Votants        | Votants                 | Votants        | 42 699       | 83,62        | 41 902      | 82,06       |  |
| Blancs et nuls | Blancs et nuls          | Blancs et nuls | 853          | 2            | 849         | 2,03        |  |
| Exprimés       | Exprimés                | Exprimés       | 41 846       | 98           | 41 053      | 97,97       |  |

Le suppléant de Fernand Darchicourt était Lucien Beaumont.

### Élections de 1962
| Candidat       | Candidat                          | Parti          | Premier tour | Premier tour | Second tour | Second tour |  |
| Candidat       | Candidat                          | Parti          | Voix         | %            | Voix        | %           |  |
| -------------- | --------------------------------- | -------------- | ------------ | ------------ | ----------- | ----------- |  |
|                | Fernand Darchicourt sortant réélu | SFIO           | 15 613       | 40           | 27 581      | 71,3        |  |
|                | Jean Ooghe                        | PCF            | 12 552       | 32,16        | Retrait     | Retrait     |  |
|                | Pierre Codron                     | UNR-UDT        | 8 507        | 21,79        | 11 103      | 28,7        |  |
|                | Jacques Revel                     | MRP            | 2 360        | 6,05         | Retrait     | Retrait     |  |
|                |                                   |                |              |              |             |             |  |
| Inscrits       | Inscrits                          | Inscrits       | 51 687       | 100,00       | 51 687      | 100,00      |  |
| Abstentions    | Abstentions                       | Abstentions    | 11 940       | 23,1         | 11 604      | 22,45       |  |
| Votants        | Votants                           | Votants        | 39 747       | 76,9         | 40 083      | 77,55       |  |
| Blancs et nuls | Blancs et nuls                    | Blancs et nuls | 715          | 1,8          | 1 399       | 3,49        |  |
| Exprimés       | Exprimés                          | Exprimés       | 39 032       | 98,2         | 38 684      | 96,51       |  |

Le suppléant de Fernand Darchicourt était Paul Guisez, pharmacien, adjoint au maire de Carvin.

### Élections de 1967
| Candidat       | Candidat                          | Parti          | Premier tour | Premier tour | Second tour | Second tour |  |
| Candidat       | Candidat                          | Parti          | Voix         | %            | Voix        | %           |  |
| -------------- | --------------------------------- | -------------- | ------------ | ------------ | ----------- | ----------- |  |
|                | Fernand Darchicourt sortant réélu | SFIO (FGDS)    | 20 542       | 44,76        | 33 053      | 73,87       |  |
|                | Joseph Legrand                    | PCF            | 13 684       | 29,82        | Retrait     | Retrait     |  |
|                | Robert Desruelles                 | UD-Ve          | 9 900        | 21,57        | 11 690      | 26,13       |  |
|                | Bernard Lefebvre                  | CD (PDM)       | 1 769        | 3,85         | Retrait     | Retrait     |  |
|                |                                   |                |              |              |             |             |  |
| Inscrits       | Inscrits                          | Inscrits       | 53 781       | 100,00       | 53 776      | 100,00      |  |
| Abstentions    | Abstentions                       | Abstentions    | 7 200        | 13,39        | 8 105       | 15,07       |  |
| Votants        | Votants                           | Votants        | 46 581       | 86,61        | 45 671      | 84,93       |  |
| Blancs et nuls | Blancs et nuls                    | Blancs et nuls | 686          | 1,47         | 928         | 2,03        |  |
| Exprimés       | Exprimés                          | Exprimés       | 45 895       | 98,53        | 44 743      | 97,97       |  |

Le suppléant de Fernand Darchicourt était Alfred Peugnet, professeur de collège, maire de Carvin.

### Élections de 1968
| Candidat       | Candidat                          | Parti          | Premier tour | Premier tour | Second tour | Second tour |  |
| Candidat       | Candidat                          | Parti          | Voix         | %            | Voix        | %           |  |
| -------------- | --------------------------------- | -------------- | ------------ | ------------ | ----------- | ----------- |  |
|                | Fernand Darchicourt sortant réélu | SFIO (FGDS)    | 18 220       | 40,94        | 27 929      | 65,39       |  |
|                | Robert Desruelles                 | UDR (URP)      | 13 904       | 31,24        | 14 782      | 34,61       |  |
|                | Joseph Legrand                    | PCF            | 12 381       | 27,82        | Retrait     | Retrait     |  |
|                |                                   |                |              |              |             |             |  |
| Inscrits       | Inscrits                          | Inscrits       | 53 429       | 100,00       | 53 429      | 100,00      |  |
| Abstentions    | Abstentions                       | Abstentions    | 8 302        | 15,54        | 10 049      | 18,81       |  |
| Votants        | Votants                           | Votants        | 45 127       | 84,46        | 43 380      | 81,19       |  |
| Blancs et nuls | Blancs et nuls                    | Blancs et nuls | 622          | 1,38         | 669         | 1,54        |  |
| Exprimés       | Exprimés                          | Exprimés       | 44 505       | 98,62        | 42 711      | 98,46       |  |

Le suppléant de Fernand Darchicourt était Alfred Peugnet.

### Élections de 1973
| Candidat       | Candidat           | Parti          | Premier tour | Premier tour | Second tour | Second tour |  |
| Candidat       | Candidat           | Parti          | Voix         | %            | Voix        | %           |  |
| -------------- | ------------------ | -------------- | ------------ | ------------ | ----------- | ----------- |  |
|                | Joseph Legrand élu | PCF            | 17 310       | 36,1         | 27 127      | 58,92       |  |
|                | Jacques Piette     | PS (UGSD)      | 15 328       | 31,97        | Retrait     | Retrait     |  |
|                | Jacques Huet       | UDR (URP)      | 10 814       | 22,56        | 18 911      | 41,08       |  |
|                | Michel Vasseur     | Rad (MR)       | 3 008        | 6,27         |             |             |  |
|                | Mireille Valette   | LO             | 1 485        | 3,1          |             |             |  |
|                |                    |                |              |              |             |             |  |
| Inscrits       | Inscrits           | Inscrits       | 56 757       | 100,00       | 56 754      | 100,00      |  |
| Abstentions    | Abstentions        | Abstentions    | 7 771        | 13,69        | 8 440       | 14,87       |  |
| Votants        | Votants            | Votants        | 48 986       | 86,31        | 48 314      | 85,13       |  |
| Blancs et nuls | Blancs et nuls     | Blancs et nuls | 1 041        | 2,13         | 2 276       | 4,71        |  |
| Exprimés       | Exprimés           | Exprimés       | 47 945       | 97,87        | 46 038      | 95,29       |  |

Le suppléant de Joseph Legrand était Raymond Damiens, cadre administratif.

### Élections de 1978
| Candidat       | Candidat                     | Parti          | Premier tour | Premier tour | Second tour | Second tour |  |
| Candidat       | Candidat                     | Parti          | Voix         | %            | Voix        | %           |  |
| -------------- | ---------------------------- | -------------- | ------------ | ------------ | ----------- | ----------- |  |
|                | Joseph Legrand sortant réélu | PCF            | 24 438       | 42,7         | 36 235      | 65,09       |  |
|                | Jacques Piette               | PS             | 17 282       | 30,2         | Retrait     | Retrait     |  |
|                | Jacques Huet                 | RPR            | 11 015       | 19,25        | 19 437      | 34,91       |  |
|                | Liliane Pechon               | Divers droite  | 1 390        | 2,43         |             |             |  |
|                | Claude Dancette              | PSU (FA)       | 875          | 1,53         |             |             |  |
|                | Gilbert Biebuyck             | Extrême droite | 872          | 1,52         |             |             |  |
|                | Michel Suner                 | LO             | 819          | 1,43         |             |             |  |
|                | Dominique Poile-Lagache      | FRP            | 536          | 0,94         |             |             |  |
|                |                              |                |              |              |             |             |  |
| Inscrits       | Inscrits                     | Inscrits       | 67 065       | 100,00       | 67 064      | 100,00      |  |
| Abstentions    | Abstentions                  | Abstentions    | 8 488        | 12,66        | 9 154       | 13,65       |  |
| Votants        | Votants                      | Votants        | 58 577       | 87,34        | 57 910      | 86,35       |  |
| Blancs et nuls | Blancs et nuls               | Blancs et nuls | 1 350        | 2,3          | 2 238       | 3,86        |  |
| Exprimés       | Exprimés                     | Exprimés       | 57 227       | 97,7         | 55 672      | 96,14       |  |

La suppléante de Joseph Legrand était Marie-Serge Galesne, ouvrière.

### Élections de 1981
| Candidat       | Candidat                     | Parti             | Premier tour | Premier tour | Second tour | Second tour |  |
| Candidat       | Candidat                     | Parti             | Voix         | %            | Voix        | %           |  |
| -------------- | ---------------------------- | ----------------- | ------------ | ------------ | ----------- | ----------- |  |
|                | Joseph Legrand sortant réélu | PCF               | 21 772       | 42,75        | 35 285      | 71,60       |  |
|                | Albert Facon                 | PS                | 16 780       | 32,95        | Retrait     | Retrait     |  |
|                | Calixte Foulon               | UDF (UNM)         | 9 062        | 17,79        | 13 997      | 28,40       |  |
|                | Jean-Marie Sandor            | Divers écologiste | 1 696        | 3,33         |             |             |  |
|                | Dorys Thirion                | RPR (UNM)         | 1 290        | 2,53         |             |             |  |
|                | André Dufour                 | PSU               | 323          | 0,64         |             |             |  |
|                |                              |                   |              |              |             |             |  |
| Inscrits       | Inscrits                     | Inscrits          | 69 937       | 100,00       | 69 935      | 100,00      |  |
| Abstentions    | Abstentions                  | Abstentions       | 17 995       | 25,73        | 18 497      | 26,45       |  |
| Votants        | Votants                      | Votants           | 51 942       | 74,27        | 51 438      | 73,55       |  |
| Blancs et nuls | Blancs et nuls               | Blancs et nuls    | 1 019        | 1,96         | 2 156       | 4,19        |  |
| Exprimés       | Exprimés                     | Exprimés          | 50 923       | 98,04        | 49 282      | 95,81       |  |

La suppléante de Joseph Legrand était Marie-Serge Galesne.

### Élections de 1988
| Candidat       | Candidat         | Parti          | Premier tour | Premier tour | Second tour | Second tour |  |
| Candidat       | Candidat         | Parti          | Voix         | %            | Voix        | %           |  |
| -------------- | ---------------- | -------------- | ------------ | ------------ | ----------- | ----------- |  |
|                | Albert Facon élu | PS             | 20 186       | 43,32        | 28 512      | 100,00      |  |
|                | Yves Coquelle    | PCF            | 13 159       | 28,24        | Retrait     | Retrait     |  |
|                | Gérard Pignet    | RPR (URC)      | 7 125        | 15,29        |             |             |  |
|                | Raymond Demailly | FN             | 6 129        | 13,15        |             |             |  |
|                |                  |                |              |              |             |             |  |
| Inscrits       | Inscrits         | Inscrits       | 71 266       | 100,00       | 71 263      | 100,00      |  |
| Abstentions    | Abstentions      | Abstentions    | 23 425       | 32,87        | 33 323      | 46,76       |  |
| Votants        | Votants          | Votants        | 47 841       | 67,13        | 37 940      | 53,24       |  |
| Blancs et nuls | Blancs et nuls   | Blancs et nuls | 1 242        | 2,6          | 9 428       | 24,85       |  |
| Exprimés       | Exprimés         | Exprimés       | 46 599       | 97,4         | 28 512      | 75,15       |  |

Le suppléant d'Albert Facon était Pierre Darchicourt, fonctionnaire hospitalier, conseiller général, maire d'Hénin-Beaumont.

### Élections de 1993
| Candidat       | Candidat             | Parti               | Premier tour | Premier tour | Second tour | Second tour |  |
| Candidat       | Candidat             | Parti               | Voix         | %            | Voix        | %           |  |
| -------------- | -------------------- | ------------------- | ------------ | ------------ | ----------- | ----------- |  |
|                | Jean Urbaniak élu    | Divers droite (UPF) | 13 374       | 26,98        | 24 271      | 53,67       |  |
|                | Albert Facon sortant | PS (ADFP)           | 12 093       | 24,4         | 20 951      | 46,33       |  |
|                | Yves Coquelle        | PCF                 | 12 092       | 24,4         | Retrait     | Retrait     |  |
|                | Raymond Demailly     | FN                  | 6 896        | 13,91        |             |             |  |
|                | Claudine Corriette   | LT-LNÉ              | 2 371        | 4,78         |             |             |  |
|                | Philippe Degroeve    | Les Verts (EÉ)      | 1 770        | 3,57         |             |             |  |
|                | Roberto Bertomeu     | LO                  | 970          | 1,96         |             |             |  |
|                |                      |                     |              |              |             |             |  |
| Inscrits       | Inscrits             | Inscrits            | 72 150       | 100,00       | 72 150      | 100,00      |  |
| Abstentions    | Abstentions          | Abstentions         | 20 192       | 27,99        | 22 701      | 31,46       |  |
| Votants        | Votants              | Votants             | 51 958       | 72,01        | 49 449      | 68,54       |  |
| Blancs et nuls | Blancs et nuls       | Blancs et nuls      | 2 392        | 4,6          | 4 227       | 8,55        |  |
| Exprimés       | Exprimés             | Exprimés            | 49 566       | 95,4         | 45 222      | 91,45       |  |

Le suppléant de Jean Urbaniak était Amédée Gellez, agriculteur, maire de Dourges.

### Élections de 1997
| Candidat       | Candidat              | Parti          | Premier tour | Premier tour | Second tour | Second tour |  |
| Candidat       | Candidat              | Parti          | Voix         | %            | Voix        | %           |  |
| -------------- | --------------------- | -------------- | ------------ | ------------ | ----------- | ----------- |  |
|                | Albert Facon élu      | PS             | 12 979       | 25,64        | 25 951      | 52,34       |  |
|                | Yves Coquelle         | PCF            | 12 868       | 25,42        | Retrait     | Retrait     |  |
|                | Jean Urbaniak sortant | Divers droite  | 12 052       | 23,81        | 15 719      | 31,7        |  |
|                | Steeve Briois         | FN             | 9 143        | 18,06        | 7 914       | 15,96       |  |
|                | Xavier Lapierre       | LO             | 1 373        | 2,71         |             |             |  |
|                | Ginette Carlier       | GÉ             | 1 129        | 2,23         |             |             |  |
|                | Valérie Dours         | Les Verts      | 1 069        | 2,11         |             |             |  |
|                |                       |                |              |              |             |             |  |
| Inscrits       | Inscrits              | Inscrits       | 71 756       | 100,00       | 71 756      | 100,00      |  |
| Abstentions    | Abstentions           | Abstentions    | 19 195       | 26,75        | 20 119      | 28,04       |  |
| Votants        | Votants               | Votants        | 52 561       | 73,25        | 51 637      | 71,96       |  |
| Blancs et nuls | Blancs et nuls        | Blancs et nuls | 1 948        | 3,71         | 2 053       | 3,98        |  |
| Exprimés       | Exprimés              | Exprimés       | 50 613       | 96,29        | 49 584      | 96,02       |  |

Le suppléant d'Albert Facon était Pierre Darchicourt, maire de Hénin-Beaumont, vice-président du Conseil régional.

### Élections de 2002
| Candidat                          | Candidat                   | Parti             | Premier tour | Premier tour | Second tour | Second tour |  |
| Candidat                          | Candidat                   | Parti             | Voix         | %            | Voix        | %           |  |
| --------------------------------- | -------------------------- | ----------------- | ------------ | ------------ | ----------- | ----------- |  |
|                                   | Albert Facon sortant réélu | PS                | 11 469       | 26,23        | 25 683      | 67,92       |  |
|                                   | Steeve Briois              | FN                | 8 768        | 20,06        | 12 129      | 32,08       |  |
|                                   | Gérard Dalongeville        | Pôle républicain  | 6 314        | 14,44        |             |             |  |
|                                   | Jean Urbaniak              | Divers droite     | 5 353        | 12,24        |             |             |  |
|                                   | Bernard Czerwinski         | PCF               | 4 846        | 11,08        |             |             |  |
|                                   | Muriel Bury-Crombez        | UMP               | 3 354        | 7,67         |             |             |  |
|                                   | Pascaline Blanchard        | Les Verts         | 670          | 1,53         |             |             |  |
|                                   | Dominique Guidon           | LO                | 609          | 1,39         |             |             |  |
|                                   | Philippe Burgeat           | Divers écologiste | 587          | 1,34         |             |             |  |
|                                   | Sandrine Cypryszczak       | LCR               | 438          | 1            |             |             |  |
|                                   | Hélène Deroo               | CPNT              | 333          | 0,76         |             |             |  |
|                                   | Saverio Maldonato          | Divers gauche     | 288          | 0,66         |             |             |  |
|                                   | Philippe Martel            | MÉI               | 248          | 0,57         |             |             |  |
|                                   | Mohamed Benhammou          | Divers gauche     | 235          | 0,54         |             |             |  |
|                                   | Jean-Marie Monka           | Divers droite     | 206          | 0,47         |             |             |  |
|                                   | Antoinette Cammilleri      | GÉ                | 0            | 0            |             |             |  |
|                                   |                            |                   |              |              |             |             |  |
| Inscrits                          | Inscrits                   | Inscrits          | 74 065       | 100,00       | 74 065      | 100,00      |  |
| Abstentions                       | Abstentions                | Abstentions       | 29 416       | 39,72        | 33 357      | 45,04       |  |
| Votants                           | Votants                    | Votants           | 44 649       | 60,28        | 40 708      | 54,96       |  |
| Blancs et nuls                    | Blancs et nuls             | Blancs et nuls    | 931          | 2,09         | 2 896       | 7,11        |  |
| Exprimés                          | Exprimés                   | Exprimés          | 43 718       | 97,91        | 37 812      | 92,89       |  |
| Source : Ministère de l'Intérieur |                            |                   |              |              |             |             |  |

Le suppléant d'Albert Facon était Jean-Pierre Corbisez, attaché parlementaire, maire d'Oignies, conseiller général du canton de Courrières.

### Élections de 2007
| Candidat                          | Candidat                   | Parti                      | Premier tour | Premier tour | Second tour | Second tour |  |
| Candidat                          | Candidat                   | Parti                      | Voix         | %            | Voix        | %           |  |
| --------------------------------- | -------------------------- | -------------------------- | ------------ | ------------ | ----------- | ----------- |  |
|                                   | Albert Facon sortant réélu | PS                         | 12 221       | 28,24        | 23 965      | 58,35       |  |
|                                   | Marine Le Pen              | FN                         | 10 593       | 24,47        | 17 107      | 41,65       |  |
|                                   | Jean Urbaniak              | UDF–MoDem                  | 5 732        | 13,24        |             |             |  |
|                                   | Nesrédine Ramdani          | UMP                        | 5 606        | 12,95        |             |             |  |
|                                   | Dominique Watrin           | PCF                        | 4 972        | 11,49        |             |             |  |
|                                   | Gaëtan Blanchart           | Extrême gauche (LCR)       | 967          | 2,23         |             |             |  |
|                                   | Régine Calzia              | Les Verts                  | 791          | 1,83         |             |             |  |
|                                   | Philippe Martel            | Divers écologiste (MÉI)    | 550          | 1,27         |             |             |  |
|                                   | Dominique Guidon           | Extrême gauche (LO)        | 455          | 1,05         |             |             |  |
|                                   | Tony Fraconville           | MPF                        | 437          | 1,01         |             |             |  |
|                                   | Martine Bourlet            | CPNT                       | 310          | 0,72         |             |             |  |
|                                   | Philippe de Guyenro        | Divers droite (Maj. prés.) | 229          | 0,53         |             |             |  |
|                                   | Marcel Part                | Extrême droite             | 219          | 0,51         |             |             |  |
|                                   | Jean-Marie Monka           | Divers                     | 199          | 0,46         |             |             |  |
|                                   |                            |                            |              |              |             |             |  |
| Inscrits                          | Inscrits                   | Inscrits                   | 75 660       | 100,00       | 75 658      | 100,00      |  |
| Abstentions                       | Abstentions                | Abstentions                | 31 382       | 41,48        | 31 940      | 42,22       |  |
| Votants                           | Votants                    | Votants                    | 44 278       | 58,52        | 43 718      | 57,78       |  |
| Blancs et nuls                    | Blancs et nuls             | Blancs et nuls             | 997          | 2,25         | 2 646       | 6,05        |  |
| Exprimés                          | Exprimés                   | Exprimés                   | 43 281       | 97,75        | 41 072      | 93,95       |  |
| Source : Ministère de l'Intérieur |                            |                            |              |              |             |             |  |

#### Département du Pas-de-Calais
- La fiche de l'INSEE de cette circonscription : « Tableaux et Analyses de la quatorzième circonscription du Pas-de-Calais », sur insee.fr, site de l'Institut national de la statistique et des études économiques (consulté le 10 juin 2007) [PDF]

- « Tous les députés du département du Pas-de-Calais depuis 1789 » [archive du 30 septembre 2007], sur assemblee-nationale.fr, site de l'Assemblée nationale française (consulté le 10 juin 2007)

- « Informations contentieuses sur le département du Pas-de-Calais (Élections législatives de 2002) »(Archive.org • Wikiwix • Archive.is • Google • Que faire ?), sur conseil-constitutionnel.fr, site du Conseil constitutionnel (consulté le 13 juin 2007)

#### Circonscriptions en France
- « Carte des circonscriptions législatives en France », sur assemblee-nationale.fr, site de l'Assemblée nationale française (consulté le 10 juin 2007)

- « Résultats électoraux officiels en France »(Archive.org • Wikiwix • Archive.is • Google • Que faire ?), sur interieur.gouv.fr, site du ministère de l'Intérieur (France) (consulté le 13 juin 2007)

- Description et Atlas des circonscriptions électorales de France sur http://www.atlaspol.com, Atlaspol, site de cartographie géopolitique, consulté le 13 juin 2007.